# Nổ súng giữa tòa án tại Landshut 2009
Một vụ nổ súng trong một tòa án ở Landshut lúc 15:15 chiều (giờ Việt Nam), ở Bayern, miền nam nước Đức, ngày 7 tháng 4 năm 2009, làm ít nhất 2 người thiệt mạng. Nhiều người khác được cho là đã bị thương. Landshut nằm cách München 73 km về phía đông bắc. Trụ sở tòa án đã được sơ tán ngay lập tức sau đó.
Theo trang web của tòa án, cơ quan này có tổng cộng 128 nhân sự, gồm 34 thẩm phán. Theo các thông tin, tòa đang tiến hành một vụ xử liên quan tới thừa kế lúc tay súng hành động. Phát ngôn viên cảnh sát, Leonard Mayer, nói rằng tay súng được tin là đã tự sát. Không rõ danh tính của nạn nhân xấu số. "Theo thông tin tôi có được thì có hai người chết", ông Mayer nói. "Tình hình đã yên ổn trở lại".
Vụ việc diễn ra chưa đầy một tháng sau khi một thiếu niên dùng súng giết người trong và xung quanh ngôi trường cũ của hắn ở Winnenden, tây nam nước Đức, cướp đi mạng sống của 15 người.